# 하치노헤번
하치노헤번(일본어: 八戸藩 하치노에한[*])은 지금의 아오모리현 하치노헤시 우치마루(内丸) 지방에 해당하는 산노헤군 하치노헤에 있었던 일본 에도 시대의 번이다. 번청은 하치노헤성(八戸城)이다.

## 번의 역사
1664년, 모리오카번의 2대 번주 난부 시게나오는 에도 막부의 쇼군 도쿠가와 이에쓰나에게 후계자 선정과 가문 존속 문제를 사전에 부탁하였으나, 그가 사망한 뒤 이 사정을 알지 못한 모리오카 번 내에서는 약간의 세력간 갈등이 빚어졌다. 결국 이에쓰나가 중재에 나서 전체 10만 석의 영지 중 8만 석 만큼을 시게나오의 배다른 형제 시치노헤 시게노부에게 주어 가독을 잇게 했고, 하치노헤 일대의 2만 석 영지는 또 어머니가 다른 형제인 나카사토 나오요시에게 주어 새로이 가문을 일으키게 하여 하치노헤 번이 성립되었다. 나오요시는 이후 이름을 난부 나오후사로 바꾸었고, 번의 초대 번주가 되었다.
보신 전쟁 때는 오우에쓰 열번동맹의 압력을 받았으나, 교묘하게 정부측 세력과의 연계를 유지하여 번을 유지했다. 1871년 폐번치현으로 하치노헤현이 되었다가 히로사키현, 나중에는 아오모리현에 편입되었다.

## 역대 번주
1. 난부 나오후사(南部直房) 재위 1664년 ~ 1668년
2. 난부 나오마사(南部直政) 재위 1668년 ~ 1699년
3. 난부 미치노부(南部通信) 재위 1699년 ~ 1716년
4. 난부 히로노부(南部広信) 재위 1716년 ~ 1741년
5. 난부 노부오키(南部信興) 재위 1741년 ~ 1765년
6. 난부 노부요리(南部信依) 재위 1765년 ~ 1781년
7. 난부 노부후사(南部信房) 재위 1781년 ~ 1796년
8. 난부 노부마사(南部信真) 재위 1796년 ~ 1842년
9. 난부 노부유키(南部信順) 재위 1842년 ~ 1871년

## 같이 보기
- 모리오카번